# Drosophila spicula
Drosophila spicula este o specie de muște din genul Drosophila, familia Drosophilidae, descrisă de Hardy în anul 1965. Conform Catalogue of Life specia Drosophila spicula nu are subspecii cunoscute.